# Slano
Slano falu Horvátországban, Dubrovnik-Neretva megyében. Dubrovačko primorje község közigazgatási székhelye.

## Fekvése
A Dubrovnik városától légvonalban 22, közúton 34 km-re északnyugatra a tengermelléken, az azonos nevű öbölben, a 8-as számú Adria-parti főút mentén fekszik.

## Története
Slano területe már ősidők óta lakott. Az itt élt első ismert nép az illírek voltak, akik az i. e. 2. évezredtől fogva éltek itt magaslatokon épített erődített településeken és kövekből rakott halomsírokba temetkeztek. Településeikből és halomsírjaikból jó néhány megtalálható Slano területén is. Az illírek erődített települései álltak Slano határában a Gradac, Oštri Gradac, Neprobić és Gradina nevű magaslatokon. Halomsírjaik közül mintegy 25 található a település határában többek között Oštri Gradac alatt, Golićon, Kadinicán és Kučalin Donál. 
Az illírek i. e. 35-ig uralták a térséget, amikor Octavianus hadai végső győzelmet arattak felettük. A Nyugatrómai Birodalom bukása után 493-tól a keleti gótok uralták a területet. 535-ben Dalmáciával együtt a Bizánci Császárság uralma alá került. A horvátok ősei a 7. században érkeztek Dalmáciába és csakhamar megalapították első településeiket. Ezek elsőként a termékeny mező melletti, ivóvízzel rendelkező helyeken alakultak ki. A Dubrovniki tengermellék hét plébániájával Zahumljéhez tartozott. Része volt Ošlje is, ahol kezdetben a zsupán székelt, aki bírói, katonai, közigazgatási és gazdasági hatalommal rendelkezett. Miután a zsupán Slanoba települt át ez a település lett az egész Dubrovniki tengermellék központja. A horvátok ősei ebben az időszakban vették fel a keresztséget. Ennek máig fennmaradt emlékei a slanoi Szent Jeromos templom és a ferences kolostor épületének óhorvát indás díszítései.
1399-ben a Dubrovniki tengermellék a Raguzai Köztársaság része lett, amely 1500 aranydukátért megvásárolta Ostoja bosnyák királytól. Az újonnan megszerzett területre a raguzai nagytanács rögtön kormányzót küldött, aki a közigazgatási és bírói hatalmat képviselte. Az első kormányzó Lorenzo de Bodacia lett, aki 1399. május 23-tól látta el feladatát. 
Slano mint a kormányzó székhelye a tengermellék legfontosabb településévé vált. A település legszebb fekvésű helyére csakhamar felépítették a kormányzói palotát. A palotában volt a tömlöc, udvarán pedig a szégyenoszlop, ahová az elítélteket a testi fenyítésekhez kötözték. A Raguzai Köztársaság idejében Slano a köztársaság egyik legfontosabb települése lett, kikötője nemzetközi jelentőséggel bírt, volt hajóépítő üzeme, sóraktára, állandó hajójárat kötötte össze Raguzával, a mai Dubrovnikkal, élénk kereskedelmet folytatott. A legfontosabb árucikkek a só, a gabona és a szarvasmarha voltak. Lakói, tengerészei, mesteremberei raguzai polgároknak számítottak. Sok gazdag slanoi polgárnak volt Raguzában saját palotája.  
A 16. század a slanoi hajózás virágkora volt. Slanonak ekkor 32 hajója volt, melyek közül kitűntek a karakák. Több ismert tengerészcsalád élt a településen, a slanoi tengerész közül hatan egészen az admirálisi rangig jutottak. Többen közülük saját hajóikkal spanyol zászló alatt hajóztak és részei voltak a Győzhetetlen Armadának. A legismertebb nemesi család az Ohmučević volt, akik tengerészeket, írókat, kormányzókat és diplomatákat adtak a köztársaságnak. Petar Ohmučević 1596-ban admirálisként 12 hadihajó és 320 ember felett rendelkezett. A Raguzai Köztársaság idejében épültek Slanon a Szent Jeromos, a Szent Balázs és a Szent Rókus templomok tele híres mesterek által készített értékes művészeti alkotásokkal. Közülük sajnos nagyon sok megsemmisült, vagy megsérült a délszláv háború idejében. Az itt született híres mesterek közül meg kell említeni Nikola Božidarevićet, aki a Slano melletti Kručici településről származott és több értékes művét őrzik a dubrovniki templomok.
A Raguzai Köztársaság bukása után 1806-ban Dalmáciával együtt ez a térség is a köztársaságot legyőző franciák uralma alá került, de Napóleon bukása után 1815-ben a berlini kongresszus Dalmáciával együtt a Habsburgoknak ítélte. 1818-ban dalmáciai látogatása során I. Ferenc császár Slanon szállt meg egy éjszakára. 1836-ban a ferences kolostorban megnyílt az első fiúiskola, majd 1890-től megindult a leány oktatás is. Az osztrák uralom idején történt Slanon az öbölpart kiépítése, Usječniktől megépült a vízvezeték és a Slanotól Zavaláig vezető út. Megkezdődött a burgonya, a dalmátvirág, a dohány termesztése, nőtt a szőlő és olajbogyó termesztés, megkezdődött a dalmátvirág, a zsálya és a babér kivitele az európai országokba és Amerikába. 1857-ben 487, 1910-ben 501 lakosa volt. 1918-ban az új szerb-horvát-szlovén állam, majd később Jugoszlávia része lett. A második világháború után felépült a közösségi ház és az iskola. 1966-ban megépült az Adria-parti főút, majd ezt követően fellendült a turizmus, mely elősegítette a tengerparti települések fejlődését. Slano növelte a szálláshelyek kapacitását és fejlesztette az infrastruktúrát. A korábbi halfeldolgozó üzem  alapjain felépítették az Admiral szállodát, felépült az Osmine szálloda, a Kolarin szálló, éttermek és magánházak épültek. A délszláv háború előestéjén a szállodák kapacitása elérte az 1000 férőhelyet, a magánszállásoké a 800-at, az autóskempingeké pedig a 2000-et. A szállodák és éttermek sok állandó és szezonális munkavállalót foglalkoztattak kiváltva a háztáji mezőgazdasági termelést. Ebben a kedvező gazdasági helyzetben érte a Dubrovniki tengermelléket 1991. október 1-jén a jugoszláv hadsereg támadása. Slanot október 4-én foglalta el a hadsereg, mely kifosztotta és felgyújtotta a települést. A lakosságnak 15 településről kellett elmenekülnie. A megszállás 8 hónapja alatt 119 személy esett az erőszak áldozatául, míg a környező területeken évszázadok alkotásai semmisültek meg. A háború után rögtön elkezdődött az újjáépítés. 1997-ben megalakult Dubrovačko primorje község, melynek Slano lett a székhelye. A településnek 2011-ben 579 lakosa volt, akik főként a turizmusból éltek.

## Népesség
| Lakosság változása | Lakosság változása | Lakosság változása | Lakosság változása | Lakosság változása | Lakosság változása | Lakosság változása | Lakosság változása | Lakosság változása | Lakosság változása | Lakosság változása | Lakosság változása | Lakosság változása | Lakosság változása | Lakosság változása | Lakosság változása |
| ------------------ | ------------------ | ------------------ | ------------------ | ------------------ | ------------------ | ------------------ | ------------------ | ------------------ | ------------------ | ------------------ | ------------------ | ------------------ | ------------------ | ------------------ | ------------------ |
| 1857               | 1869               | 1880               | 1890               | 1900               | 1910               | 1921               | 1931               | 1948               | 1953               | 1961               | 1971               | 1981               | 1991               | 2001               | 2011               |
| 487                | 461                | 459                | 507                | 510                | 501                | 399                | 443                | 434                | 430                | 471                | 464                | 426                | 512                | 552                | 579                |

## Nevezetességei
- A Szent Balázs plébániatemplom[4] 1758-ban épült a régi, még 1407-ben a plébánia alapításakor épített, azonos titulusú templom helyén. A templom kapcsolódik a plébániaházhoz, mellyel együtt 1934-ben, majd 2008-ban megújították. Slano keleti részén, a Banjába vezető út mentén található. Kelet-nyugati tájolású egyhajós épület, téglalap alakú apszissal és négyzet alaprajzú sekrestyével déli oldalon. A hajó belsejét tükörboltozat, a szentélyben pedig dongaboltozat borítja. A főhomlokzatot nyitott oromzatú, stilizált palmettával díszített portál tagolja. A portál peremén latin nyelvű felirat látható a templom építéséről. A portál fölött egy ablak nyílik, amely felett a horvát címer és egy kis rozetta látható. A homlokzat az oromzaton álló három ívű harangdúccal zárul. A keleti oldalon található a plébániahivatal kétszintes épülete.
- A ferences templom és kolostor a településtől délre fekvő magaslaton áll, ahonnan ellenőrizni lehetett a környező tengeri és szárazföldi területeket. A Raguzai Köztársaság rögtön a terület megszerzése után 1399-ben behívta a boszniai ferenceseket, hogy itt kolostort építsenek. A kolostor építtetője a raguzai Lisac család, a Szent Jeromos templomot pedig a Gradić család építette 1420-ban. Erről a templom homlokzatán látható hexaméteres feliratú kőtábla emlékezik meg. Az épületegyüttes (mely a templomból, a harangtoronyból, a sekrestyéből és a négy épületszárnyú kolostorból áll) teljes felépítése 1461-ben fejeződött be. A templom egyhajós, négyszögletes szentéllyel, gótikus csúcsíves boltozattal. A hajóban hét mellékoltár található, melyet ismert slanoi családok építtettek. A kórus padjait 1573-ban Paolo Gradi építtette. A fából faragott, aranyozott főoltár a 16. század második felében készült, ismeretlen mester alkotása. Berendezéséből említésre méltó egy 1525-ben készített, fából faragott aranyozott feszület Szűz Mária és Szent János apostol alakjával, valamint a 17. századi Mária mennybevétele oltárkép, mely Claudio Ridolfi alkotása. A sekrestyében található Szűz Máriát gyermekével, Szent Kozma és Damján vértanúkkal és donátorokkal ábrázoló kép a 16. század végén készült, ismeretlen mester műve.
- A Kormányzói palota[5] a 15. században (1447) épült, a település északkeleti részén, afőút mellett áll. 1806-ban a francia megszállás idején lerombolták, de később újjáépítették. Hosszú, magas, kétemeletes kelet-nyugati irányú épület. A keleti és a nyugati oldalon kisebb épületszárnyak csatlakoznak hozzá, melyeket a déli oldalon magas kerítésfallal zártak le, kisebb belső udvart alkotva, ahonnan a boltíves földszinti, kereskedelmi célú helyiségekbe lehet bejutni. A komplexum főbejárata a nyugati oldalon található. A főbejárat fölött Szent Balázs kőszobra áll. A 19. században újjáépítették. A horvátországi háborúban és az 1996-os földrengésben súlyos károkat szenvedett.
- A település északkeleti részén található Ohmučević palota[6] a 16. században épült. A családot a 15. századtól említik a településen, a legismertebb és legősibb család ezen a vidéken. A Raguzai Köztársaság idejében híres tengerészek és hajótulajdonosok voltak. A reprezentatív kétszintes ház kelet-nyugati tájolású, téglalap alaprajzú. A nyugati homlokzatra merőlegesen egy kisebb, egyszintes szárny épült, a tetején terasszal. Belül, az emeleten klasszikus elrendezésű központi udvar található és négy helyiség kőbútorokkal. A kúria fő, déli homlokzatát földszinti és első emeleti ablaknyílások tagolják. A középső tengelyen egy kapu található, amely fölött az Ohmučević család címerét láthatjuk. A tető három részre van tagolva. A kastély a 16. század második fele vidéki építészetének jellegzetes példája, 17. és 18. századi átépítésekkel.
- A Grgurići Szent Rókus templom[7] 1650-ben épült, a település északnyugati részén áll. négyszög alaprajzú épület négyszögletes szentéllyel, melyhez délről csatlakozik a sekrestye. A kóruson látható felirat szerint a templomot az 1527-es nagy pestisjárvány után fogadalomból építtette Marko Gradić fia Tonko és Szent Rókus, valamint Szent Kozma és Damján vértanúk tiszteletére. Oltárképét a neves németalföldi mester Marten de Vos festette a 16. század végén.
- A slanoi temetőben álló Kármelhegyi boldogasszony kápolna 1895-ben épült.
- A Banja-öbölben, a falu keleti részébe vezető út mentén, a part közelében található a Szent Péter-templom.[8] Négyszögletes alaprajzú, apszis nélküli épület, melynek homlokzata északra néz. A főhomlokzat harangdúcban zárul, itt található a kőkeretes bejárati ajtó és egy kisebb téglalap alakú ablak. Az oldalhomlokzatokon egy-egy boltíves ablak látható, míg a hátsó részen nincsenek nyílászárók. A templom boltíves, dongaboltozatos, nyeregtetős. Valószínűleg a 17. században építették. 1996-ban egy földrengés során megsérült, később újraépítették.
- A slađenovići Szent János templom[9] a tenger mellett található. A nyugati homlokzat előtt egy kis fennsík van, amelyet alacsony fal vesz körül. A templom kelet-nyugati tájolású, egyhajós, apszis nélküli. Az egyszerű homlokzaton egy téglalap alakú portál található, amely fölött felirat olvasható a templom építéséről és az adományozókról. A felirat felett egy félkör alakú lunettát látunk Keresztelő János képével. A portál feletti függőleges tengelyben egy kő harangdúc látható, íves harangnyílással. A déli homlokzaton egy kisebb, kőkeretes ablak található. A többi homlokzatnak nincs nyílása. Az épület belseje vakolt. A falazat közepes méretű kockakövekből és durván megmunkált felületből áll. A templom 1555 és 1594 között épült.
- Védett épület a Podstranje helységben található Knezić-ház, mely egy lakó- és gazdasági épületegyüttes. Két különálló lakóegységre oszlik. A főépület egy kétszintes épület délre néző homlokzattal. A főhomlokzatot a bejárat, a szimmetrikusan elrendezett emeleti nyílászárók és az emeleti terasz tagolták. A tető oromzatos, cserépfedéssel. Az elkerített udvar szabályos, négyzet alaprajzú. A szobák belső elrendezése (középen szalonnal és az oldalsó helyiségekkel) a nyaralók építészeti jellegzetességeit tükrözi.
- Villa rustica maradványai
- Neprobić-vár ókori lelőhely
- Kora román épületegyüttes maradványai
- Oštri Gradac - ókori várromok
- Gradac - ókori várromok
- Banja - Annunciáta templom (16. század).
- Banjai templom és kolostorromok

## Gazdaság
A helyi gazdaság fő hajtóereje a turizmus. A turizmus további fejlesztése érdekében 2014 októberében megkezdődött a vitorláskikötő építése 200 kikötőhellyel. Slanonak két szállodája van az Admiral és az Osmine.

## Galéria
- Slano és környékének látképe
- A slanoi ferences templom
- A Szent Jeromos templom homlokzata
- Kikötői kép
- A Slanoi-öböl látképe
- Az Admiral szálloda